# 达拉普尔
达拉普尔（Dharapur），是印度阿萨姆邦Kamrup县的一个城镇。总人口7668（2001年）。

## 人口
该地2001年总人口7668人，其中男性4109人，女性3559人；0—6岁人口805人，其中男420人，女385人；识字率71.10%，其中男性为74.23%，女性为67.49%。